# Крекінг-установка Лак
Крекінг-установка Лак – колишнє підприємство нафтохімічної промисловості на півдні Франції.
З 1957 року у Піренеях почалась розробка родовища Лак, видобутий на якому газ містив біля 3% етану. Останній став сировиною для установки парового крекінгу (піролізу), здатної продукувати 75 тисяч тонн етилену. Зазначений олефін з 1961-го використовували у Монті на двох лініях полімеризації, котрі випускали поліетилен високої (підприємство CdF-chimie) та низької (завод компанії ATOCHEM) щільності. Першу з них закрили у 1978 році, тоді як друга продовжувала діяти ще кілька десятиліть та отримала змогу випускати етиленвінілацетат.
Орієнтоване на етан виробництво у Лак було унікальним для французької нафтохімії, всі інші піролізні установки якої повністю або в основному розраховувались на використання газового бензину. При цьому обмежена сировинна база піренейського майданчика була причиною малої потужності, а у 2005-му, на тлі вичерпання запасів родовища, компанія Total закрила як піролізне виробництво, так і лінію полімеризації.   